# Consejo de Gobierno (1833)

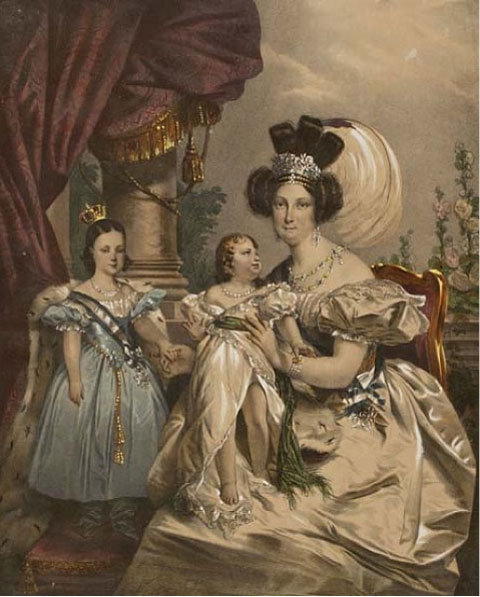
Retrato litográfico de Isabel II con su madre y su hermana (1834)

El Consejo de Gobierno fue un órgano político consultivo del Reino de España durante la Regencia de María Cristina de Borbón-Dos Sicilias.

## Historia
El origen del consejo se encuentra en el testamento otorgado por Fernando VII en Aranjuez el 12 de junio de 1830. El testamento preveía la formación de un consejo para que la reina regente pudiera consultarlo en los asuntos que considerara. La opinión del Consejo no sería vinculante. Se preveía que en caso de muerte de la reina regente, el consejo funcionara como consejo de regencia. Tras la muerte de Fernando VII el  29 de septiembre de 1833 y el comienzo del reinado de Isabel II bajo la regencia de su madre María Cristina como Reina Gobernadora, esta última manda formar e instalar al consejo de gobierno previsto en el testamento de su esposo ya fallecido, tras la publicación de su contenido.
El 5 de octubre tiene su primera reunión. En los primeros meses surgen algunas cuestiones en torno a su composición, debido  a la enfermedad o ausencia de algunos de sus miembros. El 17 de enero de 1834 la Reina Gobernadora asiste a una de sus sesiones.
Durante los primeros años de la regencia dirigieron multitud de exposiciones a la reina gobernadora, con respecto a proyectos legislativos, como por ejemplo, el del texto que sería el Estatuto Real de 1834.
Posteriormente, hacia finales de 1835 dejó de tener contenido y sus reuniones eran puramente formales, por no someterse a su opinión ningún texto.
El órgano fue disuelto en el verano de 1836.

## Composición y funciones
El órgano estaba compuesto distintas personalidades de relieve del momento en que Fernando VII otorga testamento. Los nombramientos se realizaban de acuerdo con las categorías siguientes: eclesiásticos (un miembro), grandes de España (dos miembros), generales (dos miembros) y magistrados (dos miembros). La composición original prevista en el testamento era la siguiente:
1. por la categoría de eclesiásticos, el cardenal Juan Francisco Marco y Catalán;
2. Por la de grandes de España: José Gabriel de Silva-Bazán, X marqués de Santa Cruz y Luis Joaquín Fernández de Córdoba, XIV duque de Medinaceli;
3. Por la de generales: Francisco Javier Castaños y Pedro Agustín Girón, IV marqués de las Amarillas;
4. Por la de magistrados: José María Puig y Francisco Javier Caro.

Así mismo, en el testamento se incluían suplentes para cada una de las categorías:
1. Para la categoría de eclesiásticos: Tomás Arias, auditor de la Rota en Madrid;

1. Por la de grandes: Pedro de Alcántara Álvarez de Toledo, XIII duque del Infantado, y Carlos de España, I conde de España.

1. Por la categoría de generales: José de la Cruz;

1. Por la categoría de magistrados: Nicolás María Garelli y José María de Hevia.

Como secretario se nombraba a Narciso de Heredia, teniendo como suplemente a Francisco Cea Bermúdez. 
Se preveía que en caso de imposibilidad de nombramiento de titulares y suplentes la reina pudiese nombrar a otros hombres de su confianza dentro de las categorías previstas por Fernando VII. Así sucedió en el caso del cardenal Juan Francisco Marco, que fue sustituido por Pedro Fonte, arzobispo de Méjico; y en el de Francisco Javier Caro, sustituido por Nicolás María Garelli.
En el momento de su formación se encontraban ausentes de Madrid el cardenal Marco y el marqués de las Amarillas. Todos sus miembros gozaban de los honores del Consejo de Estado.
Las funciones del consejo se limitaban a la emisión de informes sobre los asuntos que le fueran sometidos.
Se reunía en el Palacio Real de Madrid en la misma sala que el Consejo de Estado. Durante su corta existencia fue el primero de los consejos españoles.
La Secretaría del consejo contaba con diversos empleados. En concreto se trataba de dos oficiales, un archivero con honores de oficial, dos porteros y un mozo de planta.